# Jim Grahek
Jim Grahek ist ein ehemaliger US-amerikanischer Skispringer.
Am 14. Februar 1981 sprang Grahek sein einziges Springen im Skisprung-Weltcup. Beim Skifliegen in Ironwood belegte er auf der Copper-Peak-Schanze den 12. Platz und gewann damit seine ersten und einzigen vier Weltcup-Punkte. Mit diesen vier Punkten belegte er am Ende der Saison gemeinsam mit dem Schweden Per Balkåsen den 76. Platz in der Weltcup-Gesamtwertung.